# Theodor Sehmer (Unternehmer, 1847)
Theodor Sehmer (* 6. Juli 1847 in St. Johann (Saar); † 29. Mai 1907 in Saarbrücken) war ein deutscher Kaufmann und Maschinenbau-Unternehmer.

## Leben
Theodor Sehmer war ein Sohn von Georg Wilhelm Anton Sehmer (1815–1901) und dessen Ehefrau Elisabeth Sehmer geb. Schwartz (1826–1885). Er war mit Marie geb. Schües (1852–1907) verheiratet, mit der er fünf Kinder hatte: Eduard (1874–1945), Paul Theodor (1875–1885), Auguste Marie Elisabeth (1880–1885), Ernst (1880–1928) und Theodor (1885–1979).
Nach dem Besuch einer Privatschule in Saarbrücken und eines Pensionats in Bad Homburg vor der Höhe absolvierte Theodor Sehmer in Saarbrücken eine Ausbildung zum Bankkaufmann, leistete anschließend seinen Militärdienst als Einjährig-Freiwilliger im Ulanen-Regiment Nr. 7 in Saarbrücken und setzte seine Ausbildung in Le Havre fort, die er wegen des Ausbruchs des Deutsch-Französischen Kriegs abbrechen musste. Er nahm als Soldat am Krieg teil und wurde nach Kriegsende Teilhaber der Maschinenfabrik Kautz & Westmeyer in St. Johann.
Im Februar 1876 gründete er zusammen mit Ludwig Ehrhardt (1838–1905) die Maschinenfabrik Ehrhardt & Sehmer unter Ausbau einer Schleifmühle, die im Besitz der Familie Sehmer war. Am 24. Februar 1879 meldete das Unternehmen mehrere Patente an. 1880 folgte der Ausbau einer werkseigenen Gießerei. Für das Neunkircher Eisenwerk wurde 1882 eine Drillings-Umkehr-Walzenzugmaschine gebaut. Nach Einführung der dampfgetriebenen Wasserhaltungs-Pumpen für dn Bergbau folgten Großaufträge der Bergwerksgesellschaften, so dass die Produktion ausgeweitet wurde.
1897 errichtete Sehmer in Saarbrücken ein Stahlgussformwerk, das schwere Stücke aus Stahlguss für den süd- und südwestdeutschen Markt herstellen und Lieferungen für deutsche und ausländische Werften übernehmen sollte. Das Unternehmen wurde in eine Aktiengesellschaft umgewandelt, zu deren Hauptaktionären Carl Roth (1846–1929) gehörte. Bereits 1898 erfolgte einer Kapitalerhöhung auf 3 Millionen Mark. 1903 wurde mit dem Bau von Großgasmaschinen für Hüttenbetriebe begonnen.
Nach seinem Tod führten seine Söhne das Unternehmen weiter.

## Sonstiges

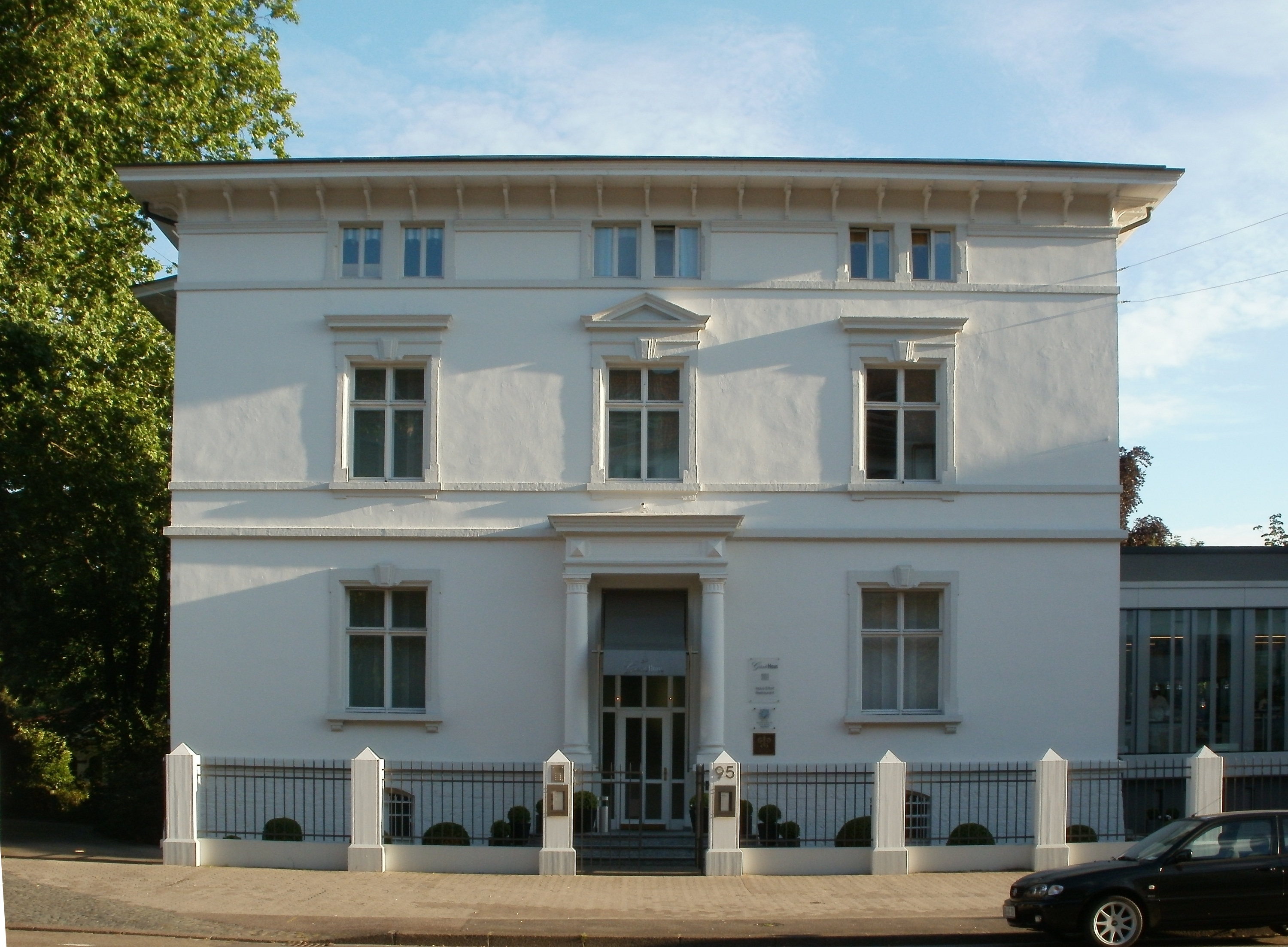
Villa Sehmer, 1880–1882 für Theodor Sehmer erbaut

In den Jahren 1880–1882 ließ er in Saarbrücken die Villa Sehmer errichten.